# - Believe -
「- Believe -」（ビリーヴ）は、ナイトメアのメジャーデビューシングル。2003年8月21日に日本クラウンから発売された。

## 概要
3曲入りマキシシングル。3パターンリリースでAタイプ・Bタイプは各初回受注枚数限定生産、Cタイプは通常盤である。

## 収録曲
CD（A・B・Cタイプ共通）
1. - Believe -
作詞：YOMI 作曲：RUKA 編曲：ナイトメア
2. 13th
作詞：YOMI 作曲: 咲人
3. muzzle.muzzle.muzzle
作詞：YOMI 作曲: 咲人
  - 間奏は「トルコ行進曲」を思わせるもの[3]

## 収録アルバム
| 曲名    | 収録アルバム        | 発売日         | 備考                  |
| ------- | ------------------- | -------------- | --------------------- |
| Believe | 『Ultimate Circus』 | 2003年12月25日 | 1stオリジナルアルバム |